# الاستعمار في جمهورية إفريقيا الوسطى
الاستعمار في جمهورية إفريقيا الوسطى (بالإنجليزية: Colonialism in the Central African Republic)،  في مطلع القرن العشرين شهدت المنطقة المعروفة الآن باسم دولة جمهورية إفريقيا الوسطى في وسط قارة إفريقيا، تغيرات جيوسياسية جذرية وتحولات أساسية داخل المجتمعات المحلية، مما أدى إلى دخول الحكم الإمبراطوري الفرنسي إلى المنطقة وأصبحت عام 1946 مستعمرة فرنسية، أطلق عليها إسم أوبانجي شاري، أدى ذلك إلى عواقب وتعقيدات لا تزال تؤثر على جمهورية إفريقيا الوسطى بعد إستقلالها عام 1960وحتى اليوم.

## التاريخ
- في نهاية القرن التاسع عشر سعت غالبية القوى الأوروبية الكبرى إلى توسيع هيمنتها في أفريقيا. ورأت فرنسا على وجه الخصوص في ذلك فرصة لربط الغزوات الإقليمية الفرنسية في إفريقيا على طول المحور الغربي الشرقي.

- حولت فرنسا منطقة أوبانغي-شاري إلى اقتصاد غير فعال للغاية، عكس المستعمرات الأفريقية الأخرى.

- بعد نهاية الحرب العالمية الأولى، انهار النظام القديم لأوروبا الإمبراطورية، وحصلت المستعمرات السابقة على الاستقلال، نشأت حكومات جديدة.[4]

## بنود دستور المستعمرات الفرنسية في إفريقيا
- في عام 1958، اقترحت فرنسا دستورًا جديدًا لمستعمراتها الأفريقية، تم اقتراحه على أنه "اتحاد حر للجمهوريات المتمتعة بالحكم الذاتي داخل المجتمع الفرنس:.

- الحفاظ على هيمنة رأس المال الأجنبي على اقتصاد الدول الجديدة.[5]

- الحفاظ على علاقات سياسية قوية مع البلدان التي نجحت في تصفية وضعها الاستعماري، إما عن طريق إشراكها في المجتمعات السياسية التي ترأسها بلدان حضرية سابقة، أو عن طريق الحفاظ على هذه المجتمعات التي أنشئت في وقت سابق.

- فرض اتفاقيات التعاون على الدول الفتية لتقويض سيادتها الوطنية واستقلالها.

- الحفاظ على المواقع الاستراتيجية عن طريق القوات والقواعد العسكرية في هذه البلدان.

- إستخدام الأجهزة الإدارية الموروثة عن النظام الاستعماري كأداة لتنفيذ سياستها.

- الحفاظ على النفوذ الأيديولوجي في المستعمرات السابقة.[6]

## الحياة الاجتماعية
بعد دخول الحكم الإستعماري الفرنسي، أعيد تشكيل التسلسل الهرمي المحلي بطريقة موحدة، حيث كان رئيس القرية المحلي يقدم تقاريره إلى الحاكم الإقليمي. ونتيجة لذلك، فإن الحكام الحاليين للقرى المحلية في جمهورية أفريقيا الوسطى "هم... في المقام الأول خلفاء أولئك الذين عينهم الفرنسيون.
من الواضح أن نرى كيف أن هذه القرى الريفية، على الرغم من امتلاكها المعرفة الثقافية للعيش بشكل مستدام في جمهورية أفريقيا الوسطى، تظل متذمرة من الهياكل السياسية المحلية التي نظمها الفرنسيون على مدى عدة عقود.

## الاقتصاد
- يعتمد اقتصاد جمهورية أفريقيا الوسطى حالياً على كميات هائلة من الموارد الطبيعية غير المستغلة،وخاصة تجارة الأخشاب المربحة.

- مع دخول كميات كافية من المواد إلى السوق العالمية، تظل جمهورية أفريقيا الوسطى واحدة من أقل البلدان نموًا في العالم.

- إن الجمع بين الإستعمار النظامي والقيم الاستعمارية الجديدة أدى في نهاية المطاف إلى وضع جمهورية أفريقيا الوسطى في وضع محفوف بالمخاطر.[6]

## النفوذ
لا تحتفظ الحكومة الرسمية لجمهورية أفريقيا الوسطى بنفوذ كبير خارج العاصمة بانغي.
منذ حصولها على الأستقلال، شهدت جمهورية إفريقيا الوسطى اضطرابات سياسية مستمرة وعدم إستقرار، بلغت ذروتها في الإنقلاب الأخير في عام 2013، وحتى قبل عام 2013، أطاحت الانتفاضات الشعبية بالحكومات الفاسدة. 

## المساعدات
- على الرغم من أن الحكومة المركزية هي المسؤولة رسميًا عن البلاد، إلا أنها تعتمد بشكل كبير على المساعدة الخارجية لإدارة جمهورية أفريقيا الوسطى.

- تعتمد الحكومة بشكل أساسي على التفويضات الدولية مثل بعثة الأمم المتحدة المتكاملة المتعددة الأبعاد لتحقيق الاستقرار في جمهورية أفريقيا الوسطى.

- تخصص الأمم المتحدة الموارد وقوات حفظ السلام والعاملين في المجال الإنساني لجمهورية أفريقيا الوسطى.

- بسبب النظام السياسي المضطرب في جمهورية أفريقيا الوسطى، لا تزال المجتمعات المحلية تعتمد بشكل كبير على المساعدات الإنسانية الدولية. وفي حين تحتفظ العديد من المنظمات الفردية بمكاتب مركزية ومستشفيات ميدانية وعلاقات إقليمية داخل جمهورية أفريقيا الوسطى.[9]